# 霍爾斯海崖
71°18′S 67°34′W / 71.300°S 67.567°W
霍爾斯海崖（英語：Horse Bluff），是南極洲的海崖，位於帕爾默地的賴米爾海岸，處於廷德利峰西面，在1970年由英國研究隊測量和命名，現時由南極條約體系管理。

## 外部連結
. . United States Geological Survey.   [2012-06-27].